# Amelia Lily
Amelia Lily (* 16. Oktober 1994; eigentlich Amelia Lily Oliver) ist eine britische Popsängerin.

## Leben
Amelia Lily erreichte 2011 bei der Castingshow The X Factor den dritten Platz.
Am 9. September 2012 erschien ihre Debütsingle, You Bring Me Joy, die am Tag der Veröffentlichung die Top Ten der britischen iTunes-Charts erreichte und Platz 2 der britischen Charts. Ihr Album Be a Fighter von 2013 wurde nach kurzer Zeit zurückgezogen.
2015 spielte sie in den britischen Produktionen der Musicals Joseph and the Amazing Technicolor Dreamcoat und American Idiot mit. 2017 nahm sie bei der Reality-Show Celebrity Big Brother teil. Seit 2019 wirkt sie bei der Realitysendung Geordie Shore mit.

## Diskografie

### Singles

#### Als Lead-Sängerin
- 2012: You Bring Me Joy
- 2012: Shut Up (And Give Me Whatever You Got)
- 2013: Party Over
- 2014: California

Kollaborationen
- 2011: Wishing on a Star (X Factor Finalisten 2011 feat. One Direction & JLS)

## Filmografie

### TV / Fernsehen
- 2017: Celebrity Big Brother (als Teilnehmerin)
- seit 2019: Geordie Shore (als Mitbewohnerin)